# Vers les étoiles
Vers les étoiles (titre original : The Calculating Stars) est un roman uchronique de science-fiction écrit par Mary Robinette Kowal, paru en 2018 puis traduit en français et publié en 2020. 
L'ouvrage a obtenu le prix Hugo du meilleur roman 2019, le prix Nebula du meilleur roman 2018, le prix Locus du meilleur roman de science-fiction 2019, le prix Sidewise 2018 et le prix Julia-Verlanger 2021. Il est le premier roman de la série Lady Astronaut et une préquelle à la nouvelle La Lady Astronaute de Mars.
Le roman couvre la période de mars 1952 à juillet 1958. À la suite de l'écrasement d'une météorite sur la côte est des États-Unis, des scientifiques prévoient la survenance, d'abord à court terme de l'équivalent d'un hiver nucléaire suivi, à moyen terme, d'un réchauffement climatique dramatique, entraînant une disparition de masse des espèces. Une seule solution : envisager très rapidement la colonisation de l'espace pour que l'espèce humaine puisse subsister. Le récit est narré par l'héroïne du roman, Elma, qui évoque sa vie depuis l'écrasement de la météorite jusqu'à son engagement dans l'organisme international chargé de sélectionner les astronautes qui vont partir à la conquête de l'espace.
Le roman questionne aussi explicitement les discriminations de sexe et de couleur aux États-Unis au milieu du XXe siècle, évoquant le fait que les femmes et les Noirs n'ont pas pu accéder au statut d'astronaute dans les années 1950 et 1960, les autorités politiques et administratives ayant délibérément favorisé les hommes Blancs.

## Personnages principaux
- Elma Wexler épouse York : narratrice, ancienne pilote d'avion, physicienne et mathématicienne, épouse de Nathaniel York.
- Nathaniel York : ingénieur en chef au Comité consultatif national pour l'aéronautique (« NACA »), mari d'Elma.
- Stetson Parker : colonel de l'Armée de l'air américaine ; haut responsable du NACA ; premier Américain ayant voyagé dans l'espace ; « ennemi » d'Elma.
- Myrtle et Eugene Lindholm : amis des époux York à Wright-Patterson.
- Betty : employée au sein de l'organisme international chargé de coloniser l'espace.
- Herschel Wexler : frère d'Elma.

## Résumé
Le roman est divisé en 39 chapitres, regroupés en deux parties de tailles différentes.

### Première partie
Chapitres 1 à 9 (mars et avril 1952).
Le récit est narré par Elma York, docteur en physique et pilote pendant la Seconde Guerre Mondiale. Il s'agit d'une uchronie dont le point de divergence se situe en 1945 : les États-Unis, après avoir récupéré Wernher von Braun, l'ont nommé président d'une commission spéciale chargée de lancer le programme spatial américain. Second point de divergence, le président Harry Truman a été battu en 1948 par Thomas Dewey, farouche partisan de la conquête spatiale.
Le 3 mars 1952, une météorite s'écrase dans la baie de Chesapeake, près de la côte Est des États-Unis : le cratère d'impact mesure une trentaine de kilomètres de diamètre. Des millions de gens sont morts, des dizaines de millions sont sans abri. L'intégralité du gouvernement (à l’exception de Brennan, ministre de l'Agriculture), du Congrès, de la Cour suprême, des services administratifs de l'État, ont été anéantis.
Elma York est l'épouse de Nathaniel, ingénieur en chef au Comité consultatif national pour l'aéronautique (« NACA »).
En vacances aux monts Pocono, Elma et Nathanaël échappent de justesse à la catastrophe. S'échappant de la côte Est en Cessna 140, ils trouvent refuge dans la base de l'US Air Force à Wright-Patterson. Avec des amis ingénieurs, ils cherchent à évaluer les conséquences de la catastrophe. Les scientifiques s'accordent sur le fait que les milliards de mètres cubes d'eau libérés dans l'atmosphère vont créer trois étapes pour l'humanité : une première période verra les températures baisser notablement, suivie d'un période de retour apparent à la situation normale, suivie d'une troisième période qui verra la température de la planète s'élever régulièrement. Quand les océans bouilliront, l'humanité et toutes les espèces vivantes seront condamnée à la disparition.
Le président Brennan ordonne une accélération immédiate du programme spatial américain, ouvert à toutes les nations qui voudront coopérer. Il s'agit de sauver l'espèce humaine en envoyant sur la Lune, et au delà vers Mars et encore plus loin, des colonies humaines.

### Seconde partie
Chapitres 10 à 39 (période 1956-1958).
En raison de ses connaissances en pilotage et en sciences, Elma est candidate pour devenir astronaute. Or les spécifications techniques discriminent objectivement les femmes, qui n'ont pas les diplômes exigés ni l'expérience de pilotage demandée. C'est tout aussi évident pour les hommes Noirs qui font acte de candidature, sans compter les femmes Noires qui n'ont aucune chance d'accéder au corps des astronautes.
Formellement opposée à cette discrimination, Elma est déterminée à prouver qu'une femme peut devenir astronaute.
- Dénouement et révélations finales

Le roman se termine avec Elma qui fait partie, le 20 juillet 1958, de la première mission spatiale en route vers la Lune.

## Éditions
- The Calculating Stars, Tor Books, 3 juillet 2018, 431 p.  (ISBN 978-0-7653-7838-5)
- Vers les étoiles, Denoël, coll. « Lunes d'encre », 7 octobre 2020, trad. Patrick Imbert, 464 p.  (ISBN 978-2-207-15916-3)
- Vers les étoiles, Gallimard, coll. « Folio SF » no 714, 6 octobre 2022, trad. Patrick Imbert, 576 p.  (ISBN 978-2-07-297185-3)